# 美狄亞穹
66°11′S 62°3′W / 66.183°S 62.050°W

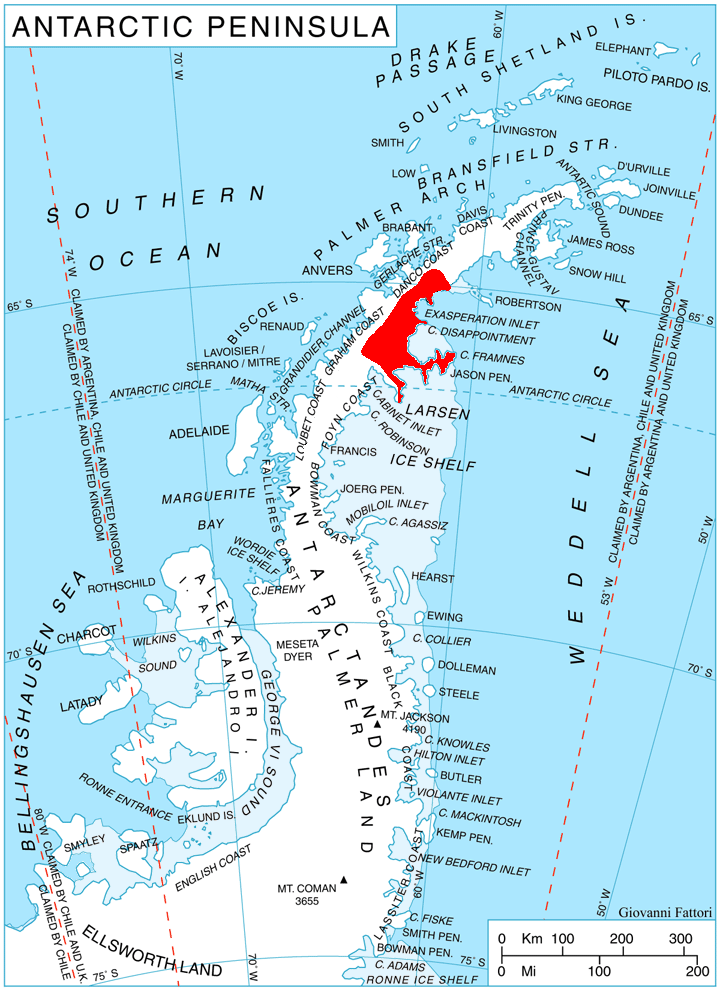

美狄亞穹（英語：Medea Dome）是南極洲的穹丘，位於葛拉漢地東岸，海拔高度350米，在1953年由英國探險隊測量，以希臘神話的美狄亞命名，現時由南極條約體系管理。